# NGC 1656
NGC 1656 è una galassia lenticolare situata nella costellazione dell'Eridano, a una distanza di circa 180 milioni di anni luce dalla nostra Via Lattea.

## Scoperta
La galassia è stata scoperta il 10 febbraio 1830 dall'astronomo britannico John Herschel.